# Enllaç de telecomunicacions

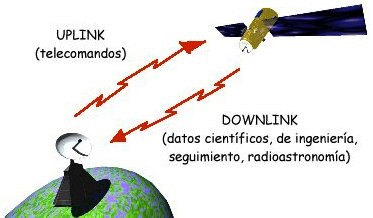
Esquema de telecomunicació.

En telecomunicacions, un enllaç (o link en anglès) és un canal de comunicacions que connecta dos o més dispositius. Aquest enllaç pot ser un enllaç físic real o pot ser un enllaç lògic que utilitzi un o més enllaços físics reals.
Un enllaç de telecomunicacions és generalment un dels diversos tipus de trajectòries de transmissió de la informació, com els proporcionats pels satèl·lits de comunicacions, infraestructura terrestre de ràdio i xarxes d'ordinadors per connectar dos o més punts.
El terme link és àmpliament utilitzat en la xarxa informàtica (vegeu enllaç de dades) per referir-se a les instal·lacions de comunicacions que connecten els nodes d'una xarxa. Quan l'enllaç és un enllaç lògic, cal especificar sempre el tipus d'enllaç físic (p.e., enllaç de dades, uplink, downlink, enllaç de fibra òptica, enllaç punt a punt, etc.)

## Tipus d'enllaç
Es defineixen dos tipus d'enllaç de telecomunicació:
- Uplink (enllaç o connexió de pujada) és el terme utilitzat en un enllaç de comunicació per a la transmissió de senyals de ràdio (RF) des d'una estació o terminal situat a la Terra a una plataforma en suspensió o moviment situada a l'espai, com per exemple un satèl·lit, una sonda espacial o una nau espacial. Un uplink és l'invers d'un downlink.
- Downlink (enllaç o connexió de baixada) és el terme utilitzat per representar l'enllaç entre un satèl·lit i la Terra.

## A l'espai
La comunicació entre una sonda espacial i la recepció en terra és purament digital; és a dir, només es transmeten símbols binaris ("1" i "0"). El tipus de modulació utilitzada és la modulació en fase. Totes les comunicacions que es realitzin entre la sonda espacial i l'estació de seguiment situada en la Terra es poden dividir en dos grups, el uplink i el downlink.
El uplink és utilitzat en l'estació situada a la Terra per enviar ordres a l'ordinador central de la sonda (teleinstrucció).
El downlink pot ser utilitzat per a l'enviament de dades (telemetria). Aquestes dades enviades per downlink són les obtingudes pels equips científics de la sonda (per exemple, les recollits amb càmeres de vídeo), o les dades sobre l'estat de la mateixa obtingudes a partir de sensors estratègicament situats, o fins i tot per al seguiment de la pròpia sonda (tracking). A més, el downlink és utilitzat per fer estudis de radioastronomia.
Les comunicacions on només existeix downlink són conegudes com a simplex. D'altra banda, si existeix comunicació uplink i downlink funcionant al mateix temps es denominen dúplex.